# Amenemhet I
Amenemhet I (fl. ~1991 aC - ~1962 aC) fou el primer faraó de la dinastia XII de l'antic Egipte. És també conegut com a Amenemhat, Amenemhet, Amenemes, Amenemhait, Ameniemhet, Ammanemes, Ammenemhet, Amonemhat, Amunemhet, Heribshedet-Amenemhat, Nemmosutsehetepibra, Scotepabra, Sehetepebre, Sehotepibra, Sehotepibre, Sehotepibreamenemhait, Sehotpeibra i Uhemmesut.
Se suposa que és la mateixa persona que fou visir en el regnat de Mentuhotep III i, per tant, no era un príncep de la casa reial. Abans de ser visir no se sap quasi res de la seva vida. La seva mare es deia Nefret (o Nofret) i era d'Abu (Elefantina) i el seu pare es deia Senwusret o Senusret i era sacerdot, segons una inscripció a Tebes. Com a visir, va rebre el comandament de mil o deu mil soldats amb el qual va fer una expedició al Wadi Hammamat i a la costa de la mar Roja, on va trobar un bon port. Al Wadi Hammamat, va trobar una pedra fina idònia per al sarcòfag del faraó Mentuhotep III, pedra que li fou indicada miraculosament per una gasela quan va donar a llum justament en aquella pedra; també miraculosament es va trobar un pou ple d'aigua a vessar.
Sigui per un cop d'estat incruent (potser a la mort sense hereus directes del faraó) o mitjançant una revolta seguida d'una guerra civil no gaire llarga, Amenemhet va assolir el poder i es va proclamar rei. Es creu que el seu regnat va durar uns trenta anys. Les dates no són coincidents, però el més probable és que el final del seu regnat fos vers la meitat del segle XIX aC (vers 1990/1985 aC a 1960/1955 aC).
El seu nom de Sa Ra era Amenemhet o Amenemhat (Saramenemhet) que volia dir 'Amon és al capdavant'; el seu nom d'Horus fou Wehem-mesut ('el que repeteix els naixements') o Sehetepibtauy (Nemmosutsehetepibra); el seu nom Nebty fou Sehetepibtauy o Nemmosut; el seu Horus d'or fou Biknebusema o Biknebujemesut o Biknebumes; i el seu Nesut Bity fou Nesubitysehetepibre o Sehetepibre ('el cor de Ra està satisfet'). Els grecs li van dir Ammenemes I.
La seva dona principal fou Neferytotenen (Nefrutoteen o Nefrytatenen). Almenys se sap de dues dones més: Dedyet (que podria ser també la seva germana), i Sobekneferu. Una filla, Neferu III, fou després la dona principal de Sesostris I. Altres fills, a part de l'hereu Senusret I, foren Neferusherit i Kayet.
El seu fill Senusret I (Sesostris I o Senwusret I) fou associat al govern vers l'any vint de regnat, segurament per assegurar-ne la successió. Sesostris I fou encarregat d'afers militars. Algunes obres literàries de la seva època són faules que afavoreixen el rei, i parlen del caos existent abans de la dinastia, però també parlen d'asiàtics i de muralles, coses desconegudes abans.
El nou rei va traslladar la capital al nord, a algun lloc prop de Lisht, i la va anomenar Amenemhet-Itytawi ('Amenemhet, el conqueridor de les dues terres'); les restes de la ciutat no s'han trobat. Els trasllat es va fer segons uns (la majoria) no gaire després d'assolir el poder i segons altres (la minoria) a partir del vintè any de regnat. Se sap que va començar a construir la seva tomba a Tebes i després la va abandonar al cap d'entre tres i cinc anys, de manera que si la va començar poc després de començar el regnat, va fer el trasllat (o almenys va prendre la decisió) vers el cinquè any. També hi ha molt pocs monuments seus a Tebes, cosa que suggereix que no hi va tenir gaire temps a causa del trasllat.
A Lisht va construir l'anomenada piràmide d'Amenemhet I. Una inscripció a la piràmide suggereix que el trasllat reial es va fer bastant tard, però el text no és prou clar.
Els nomarques que li havien donat suport foren recompensats, però els que se li van oposar foren destituïts i es van nomenar oficials governadors a Asyut, Cusae i Elefantina. Els nomós foren reorganitzats de manera que es van produir petites modificacions territorials en variar l'adscripció d'algunes ciutats en funció de les pujades del Nil. El govern va tornar a ser centralitzat però es va incrementar la burocràcia. També va reintroduir la comscripció per a l'exèrcit.
Amenemhet va fer campanya contra els asiàtics. Cal suposar que es tracta de pobles procedents de Palestina que s'introduïen per la frontera oriental. L'abast de les operacions no es pot determinar, però els atacants foren expulsats; no obstant això, degueren ser de certa importància quan el rei es va decidir a construir "les muralles del governant", una sèrie de fortaleses que cobrien la frontera nord-est. A Mendes va construir una fortalesa anomenada Rawatay. Inscripcions de la lluita contra els asiàtics apareixen fins al seu 24è any de regnat. Les fortificacions esmentades mai s'han trobat i com a màxim cal parlar de la troballa d'un canal d'aquesta època; enmig de la campanya contra els asiàtics, Amenemhet I va combatre també contra alguns nomarques deslleials.
Al sud, Amenemhet I va dirigir el seu exèrcit contra Elefantina, sota el comandament del governador del nomós Oryx (nomós XVI, situat al nord de Tebes) Khnemhotpe I, que va baixar el riu amb 20 vaixells hi va establir el domini del rei deposant el nomarca que li era hostil; la situació va romandre en calma durant uns anys després dels quals, al 29è any de regnat va iniciar una política de colonització buscant el comerç i sobretot materials com l'or. El Regne nubi de Wawat fou derrotat (segons una inscripció trobada a Korosko a mig camí entre la primera i la segona cascada del Nil) i el rei va dirigir el seu exèrcit més al sud fins a la segona cascada, i fundà fortaleses a Semna i Quban, que seran estructures fortes de la dinastia XII i protegien les mines d'or trobades a Wadi Allaqi, al mateix temps que servien de centre d'intercanvi comercial amb la Núbia més enllà de la segona cascada.
També va renovar els contactes amb Fenícia, sobretot Biblos, i amb la zona de la mar Egea.
A part de les fortaleses, Amenemhet fou constructor de molts edificis: en va construir a Bubastis, Al-Khatana i Tanis i va començar importants edificis a Karnak (en queden algunes estàtues i una naos de granit) incloent segurament el temple originari de Mut al sud del gran temple d'Amon. També va construir a Coptos (decoració del temple de Min), a Abidos (un altar de granit dedicat a Osiris), a Denderah (una avinguda de granit dedicada a Hathor) i a Memfis (un temple dedicat a Ptah); al nord de Tell al-Daba va començar a construir un temple a Ezbet Rushdi, que fou després acabat i ampliat per Sesostris III.
Probablement el rei era adorador d'Amon, deïtat molt estesa al sud d'Egipte d'on era originari. En el seu temps, l'adoració a Amon va substituir com a culte principal al déu guerrer de Tebes, Montu.
La família reial fou rica, segons sembla deduir-se de la gran quantitat de joies que s'han trobat a les seves tombes. Si bé l'increment de la riquesa fou general en tot el país, lògicament fou més accentuat en la classe dominant.
Amenemhet I era probablement ja bastant gran quan va morir víctima d'un complot de l'harem, mentre el seu fill i corregent era en campanya contra els libis. Dues obres literàries parlen d'aquesta mort. Una d'aquestes explica que després d'estar amb una de les dones de l'harem (o amb diverses) se'n va anar a dormir i fou atacat per la seva pròpia guàrdia; va agafar les armes i va lluitar, però no va rebre ajut; fou ferit i finalment mort. Tot i així, el complot no va reeixir perquè el seu fill Senusret I va ser proclamat rei.